# Synaptiphilus luteus
Synaptiphilus luteus is een eenoogkreeftjessoort uit de familie van de Synaptiphilidae. De wetenschappelijke naam van de soort is voor het eerst geldig gepubliceerd in 1892 door Canu & Cuénot.